# Synagogue Musmeah Yeshua
La Synagogue Musmeah Yeshua (en hébreu : בית כנסת מצמיח ישועה) est le dernier lieu de culte juif du centre-ville de Yangon et la seule synagogue de Birmanie. Elle se situe entre les ateliers de peinture indiens et les commerçants musulmans dans une petite rue près du centre-ville. Une plaque à l'entrée du bâtiment indique que le bâtiment en pierre actuel, construit entre 1893 et 1896, remplace une ancienne structure en bois plus petite érigée en 1854. C'est l'un des 188 sites figurant sur la liste des bâtiments patrimoniaux du Conseil de développement de la ville de Yangon. Il sert les quelques Juifs du pays, qui descendent en majorité des Juifs Baghdadi d'Irak.

## Histoire
Une première synagogue est construite dans les années 1850 pour le nombre croissant de Juifs Baghdadi du Moyen-Orient, et de Juifs Bene Israel et Cochini d'Inde arrivant pendant l'ère coloniale de la Birmanie. C'est un bâtiment en bois de 1854. Le terrain est accordé par le gouvernement colonial britannique. Le bâtiment actuel est achevé en 1896. Le quartier est désormais majoritairement musulman.
La communauté possédait 7 126 Sifrei Torah à Musmeah Yeshua. Le cimetière juif, situé à environ 79,5 kilomètres de distance, fut établi au dix-neuvième siècle; il compte 700 tombes.
Une deuxième synagogue, Beth El, est ouverte en 1932, reflétant la croissance de la population. La communauté juive travaille alors dans le commerce, ainsi qu'avec le gouvernement colonial britannique. En 1940, avant le déclenchement de la Seconde Guerre mondiale, la communauté juive de Rangoon atteint 72 500 personnes. De nombreux Juifs fuient vers l'Inde en raison de l'occupation japonaise, car ils étaient considérés comme suspects en tant qu'alliés des Britanniques. La diminution de la population cause la fermeture de Beth El.
Après l'indépendance de la Birmanie en 1948, le nouveau gouvernement approuve l'extension de la synagogue. Davantage de Juifs birmans sont partis après que l'armée birmane a pris le pouvoir en 1962, alors que le gouvernement nationalisait la plupart des entreprises dans les années 1960 et 1970. Au début du vingt-et-unième siècle, le Myanmar compte moins de cinquante Juifs.
En 2007, le US-ASEAN Council for Business and Technology récolte des fonds pour l'entretien et la restauration de la synagogue Musmeah Yeshua à Yangon. Une licence était nécessaire en raison des sanctions économiques américaines imposées au Myanmar à cause de ses violations des droits humains ; les sanctions sont levées en 2012. Le Conseil prévoyait de réunir suffisamment de fonds pour subvenir aux dépenses mensuelles de la synagogue ; restauration complète et entretien de la synagogue ; et aider la synagogue à acheter et à établir un nouveau cimetière. Le gouvernement voulait déplacer tous les cimetières hors de la ville.
La restauration est achevée en 2013 et d'autres objectifs sont atteints. Le 8 décembre 2013, un événement interreligieux auquel ont assisté le ministre présidentiel du Myanmar U Anng Min, l'ambassadeur américain Derek Mitchell, l'ambassadeur israélien Hagay Moshe Behar, le Conseil religieux de Yangon et d'autres invités célèbrent la fin de la restauration. Ils citent l'anthropologue Ruth Cernea, qui écrivit une histoire de la communauté juive de Rangoon ; Laura Hudson du Conseil, et Stuart Spencer, membre de la diaspora de la synagogue, en tant meneurs de ce projet.
Lors du cyclone Nargis en mai 2008, la synagogue perd son toit et subit des dégâts des eaux.
En 2015, la population juive du Myanmar, dont Yangon, est inférieure à dix-neuf personnes. Moses Samuels (משה בן יצחק שמואלי), longtemps curateur de la synagogue, meurt le 29 mai 2015 à Yangon. Lui survivent sa veuve, Nelly (נלי) et ses enfants Samuel dit Sammy (שמואל בן משה), Dina (דינה בת משה) et Kaznah (גזנה בת משה) Samuels. Sammy retourne au Myanmar après avoir étudié trois ans à la Yeshiva University de New York. Là-bas, il promeut le voyage à Yangon. Après son retour au Myanmar, il crée une agence de voyages et deux hôtels dans la ville. La synagogue est classée parmi les dix principales attractions de la ville par TripAdvisor.
Le 6 juin 2016, le Yangon Heritage Trust et le gouvernement régional de Yangon « ont décerné une plaque commémorative du patrimoine bleu à la seule synagogue de Yangon » pour se souvenir de la communauté juive qui vécut à Yangon pendant de nombreuses générations et pour reconnaître les diverses religions encore vivantes dans la ville aujourd'hui.

## Galerie

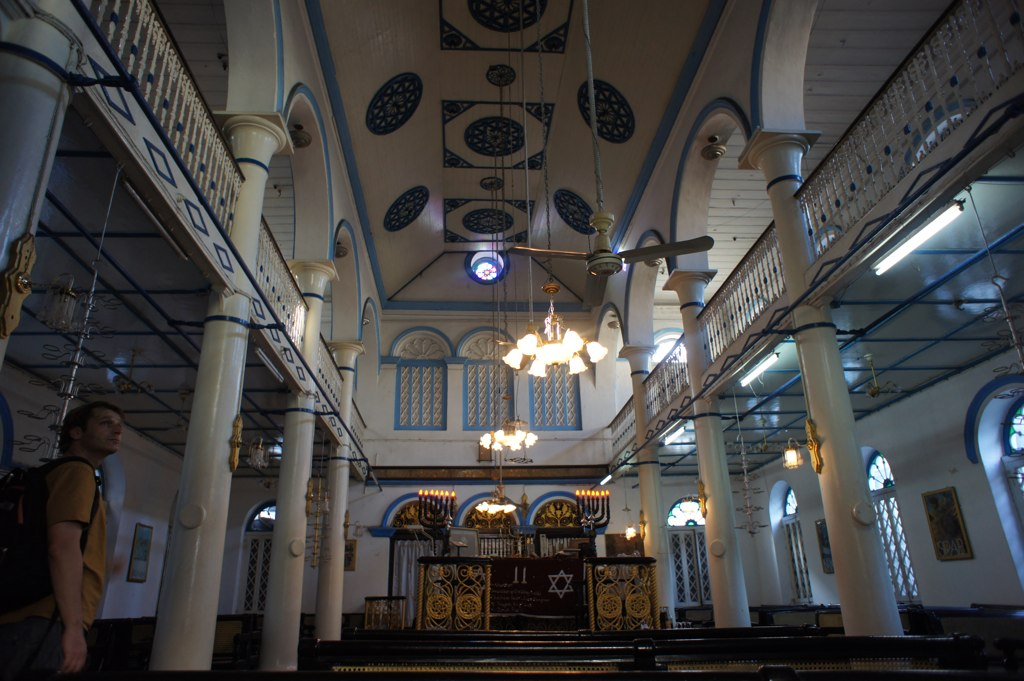
Intérieur
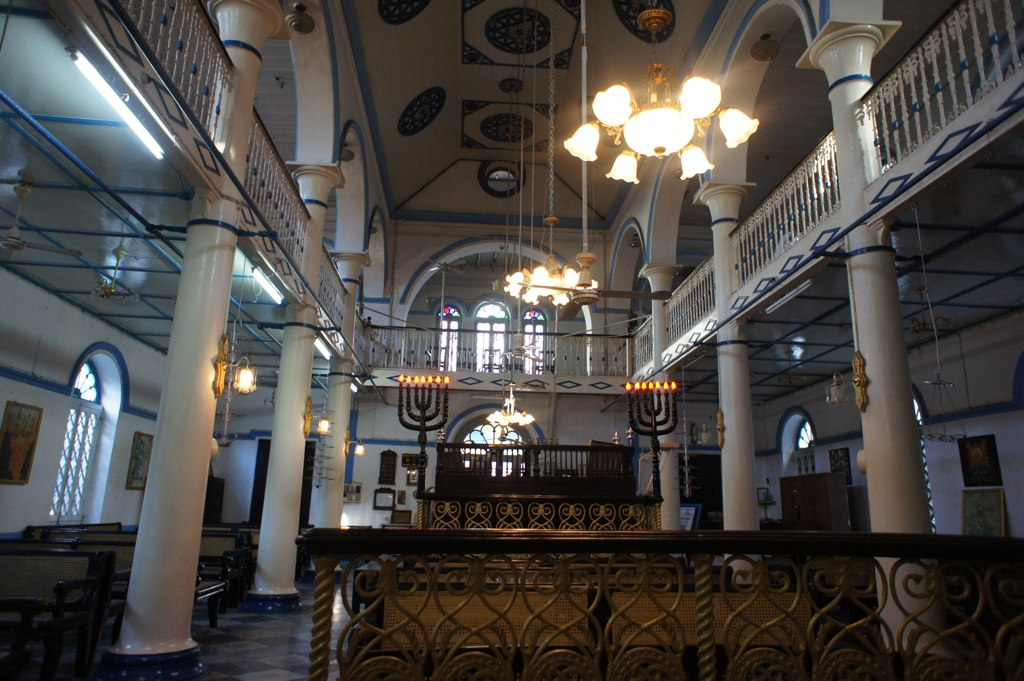
intérieur
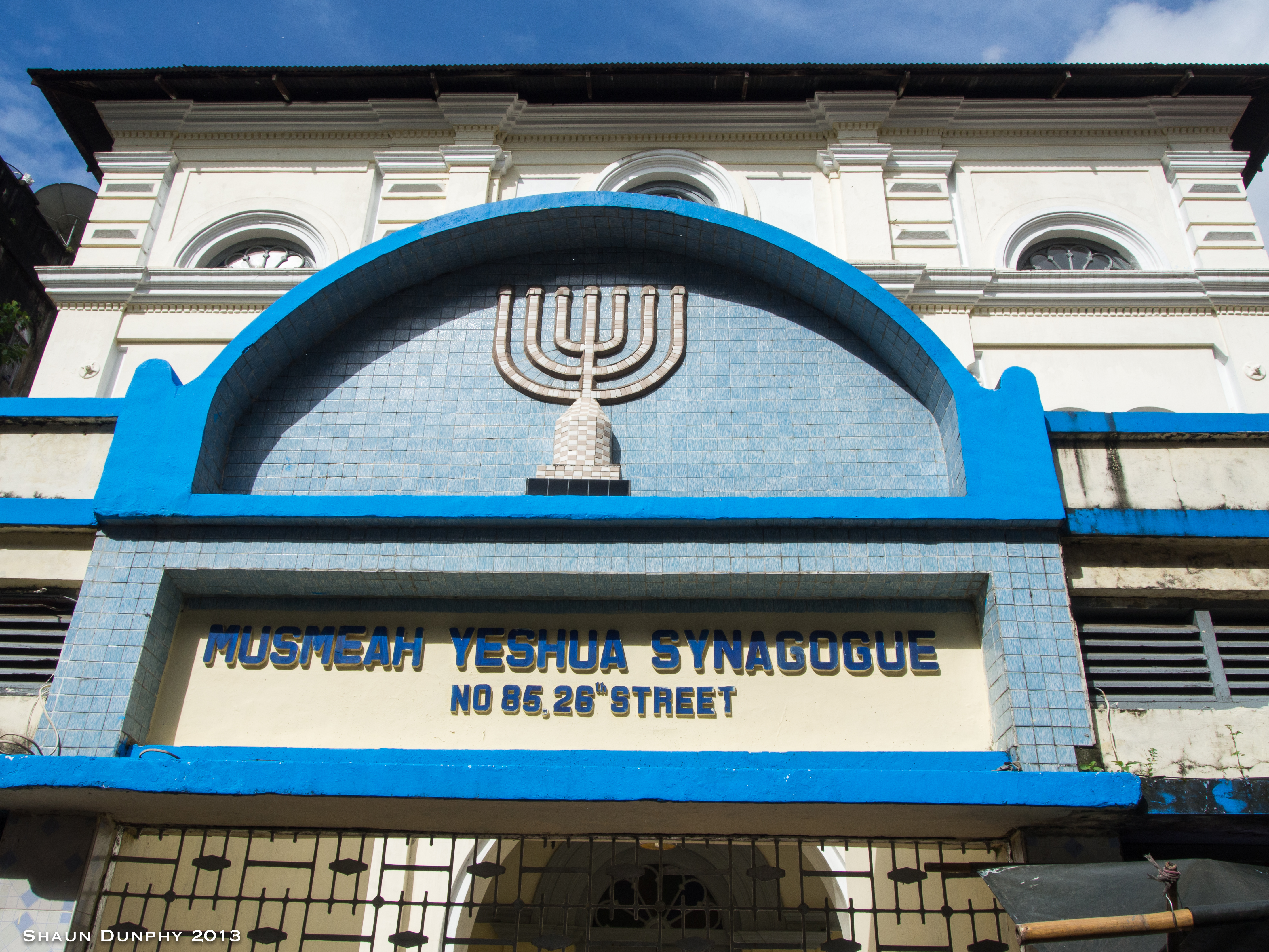
Frontispice

### Photographies
- Bibliothèque virtuelle juive : Synagogues du monde - Myanmar (Birmanie)